# Río Frío (afluente del Estena)
El río Frío es un río del centro de la península ibérica perteneciente a la cuenca hidrográfica del Guadiana, que discurre por las provincias de Toledo, Ciudad Real y Badajoz (España).

## Curso
La cabecera del río Frío está formada por varios arroyos que descienden desde el cerro Rocigalgo. El río discurre en sentido nordeste-suroeste a lo largo de unos 18 km a través de los términos municipales de Robledo del Buey, Horcajo de los Montes y Helechosa de los Montes. Su tramo más bajo sirve de frontera natural entre las provincias de Ciudad Real y Badajoz. Desemboca en la margen derecha del río Estena. 